# Zhang Zhipeng
Zhang Zhipeng (en chino: 张志鹏; 14 de mayo de 1982) es un deportista chino que compitió en curling. Ganó una medalla de bronce en el Campeonato Mundial de Curling Mixto Doble de 2010.

## Palmarés internacional
| Campeonato Mundial Mixto Doble | Campeonato Mundial Mixto Doble | Campeonato Mundial Mixto Doble | Campeonato Mundial Mixto Doble |
| Año                            | Lugar                          | Medalla                        | Prueba                         |
| ------------------------------ | ------------------------------ | ------------------------------ | ------------------------------ |
| 2010                           | Cheliábinsk (Rusia)            | Medalla de bronce              | Mixto doble                    |